# Соната для фортепиано № 12 (Бетховен)
Соната для фортепиано № 12 ля-бемоль мажор, опус 26, была написана Бетховеном в 1799—1800 годах и впервые опубликована в 1802 году. Соната была обозначена как «большая соната» и посвящена князю Карлу Лихновскому. Ленц открывает опусом 26 начало второго периода в творчестве композитора, элементы которого, по его мнению, встречаются и в более ранних сонатах. Ленц очень высоко оценил сонату № 12, называя её «быть может, самой совершенной из фортепианных сонат Бетховена». Однако, другие исследователи творчества Бетховена — Улыбышев, Г. Бюлов, напротив, находили, что в сонате отсутствует целостность. Соната выделяется среди прочих произведений Бетховена нестандартными формами, не имеющими аналогов в его более ранних произведениях. Таковы, например, первая часть сонаты представленная в форме вариаций, отсутствие сонатного Allegro, траурный марш в третьей части. Всё это свидетельства неустанного творческого поиска композитора в процессе работы над сонатой.

## Структура
Соната для фортепиано № 12 Бетховена состоит из четырёх частей: 1) Andante con Variazioni, 2) Scherzo, Allegro molto, 3) Marcia funebre sulla morte d'un Eroe, Maestoso andante, 4) Allegro.
Первая часть сонаты Andante con Variazioni, As-dur, представлена в форме лаконичных вариаций с различной эмоциональной окраской.
Вторая часть сонаты Scherzo, Allegro molto, As-dur, контрастируя с первой частью, смещая акценты в сторону героики, подготавливает переход к третьей части сонаты.
Третья часть сонаты Marcia funebre sulla morte d'un Eroe, Maestoso andante, as-moll, траурный марш на смерть героя, одно из самых сильных по образности произведений композитора. Улыбышев так охарактеризовал этот марш:
Мелодия еще проще модуляций. В течение шести тактов она дает слышать лишь одну ноту, доминанту ми-бемоль, звучащую как колокол, пробивший последний час жизни героя, в то время как бас рисует фигуру и ритм марша. Догадываешься, что смерть нанесла один из тех ударов, которые колеблют мир и горестно отзываются в сердце народов. Внезапно мажор следует за минором, барабаны грохочут радостно; гобои и флейты отвечают им сверху, криками триумфа... Это ли не крылатый и лучезарный образ славы, который парит над исторической могилой, чтобы освятить её навсегда? Затем минор возвращается и марш начинается снова. Вот подлинно великое, вот возвышенное!
Четвёртая часть сонаты Allegro, As-dur, которая вызвала наиболее противоречивые оценки у критиков — после траурного марша третьей части весёлая жизнеутверждающая музыка, как гимн неистребимости жизни.